# 安阜街道
安阜街道，是中华人民共和国四川省宜宾市翠屏区下辖的一个乡镇级行政单位。

## 行政区划
安阜街道下辖以下地区：
岷江西路社区、旧州大道社区、五粮液社区、葡萄园社区、新区社区、广厦路社区、宜宾纸业社区、新街社区、流杯池社区、吊黄楼社区、金环东路社区、三江社区、阳光苑社区和红岩社区村。